# Altes Rathaus (Fellbach)

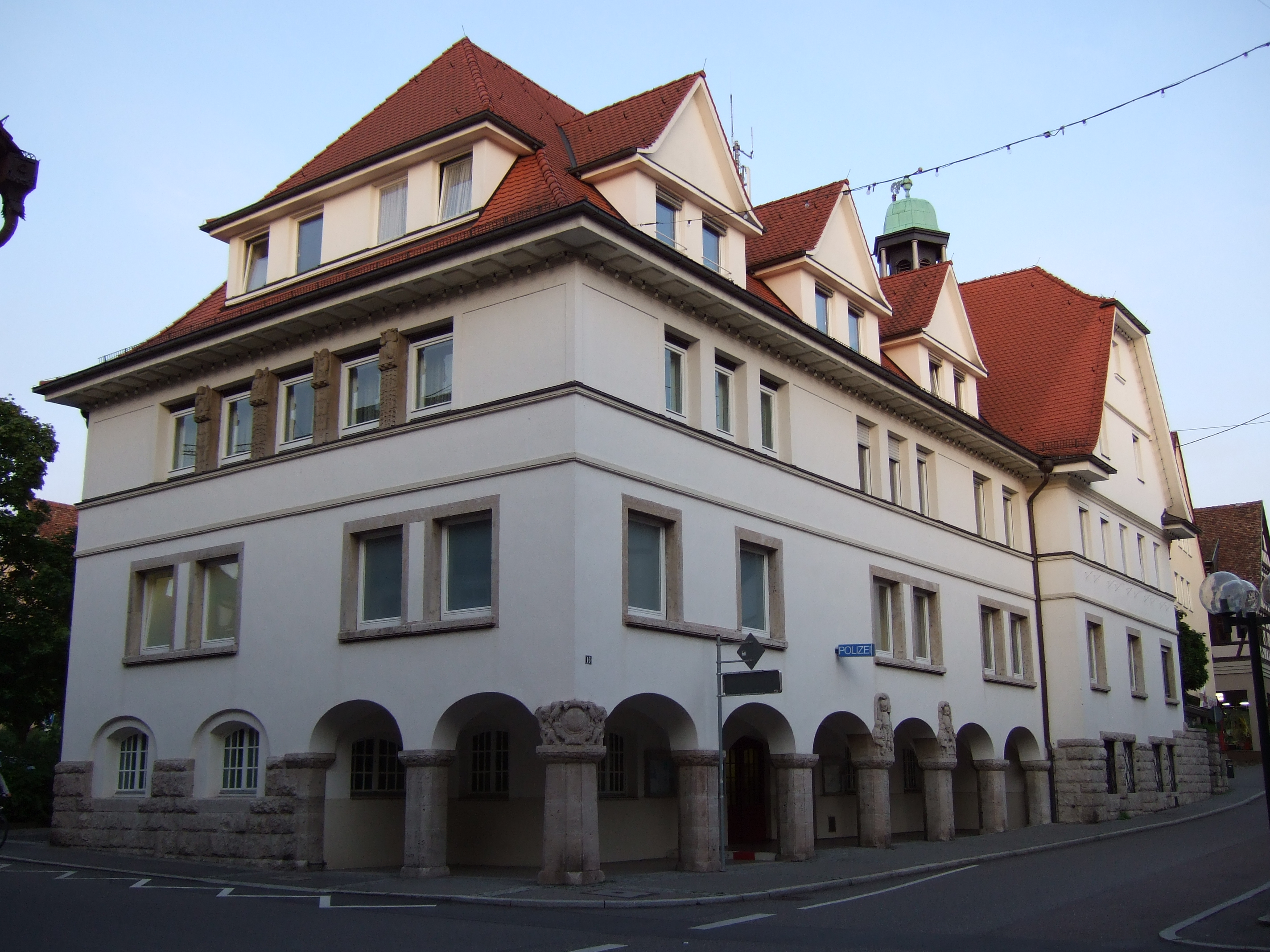
Altes Rathaus in Fellbach

Das denkmalgeschützte Alte Rathaus liegt im Stadtkern von Fellbach, unweit der Lutherkirche.

## Geschichte
Das Gebäude wurde vermutlich im Jahre 1592 erbaut. 1912 wurde ein Südtrakt an das Gebäude angebaut.
1986 zog die Stadtverwaltung in das neu gebaute Rathaus um und das alte Rathaus wurde fortan als Polizeistation genutzt.

## Das Gebäude
Der Fellbacher Ortschronist Johann Georg Eppinger beschrieb den Bau als altwürttembergischen Riegelbau Gebäudes mit verzierten Unterstöcken aus der Renaissancezeit, wie es bei verschiedenen Häusern in Fellbach üblich ist.
Der neuere Südtrakt hat mit Krüppelwalm und Dachreiter noch viel Ähnlichkeit mit dem älteren Teil des Gebäudes. Beachtenswert sind hier der Arkadengang im Erdgeschoss mit Jugendstil-Elementen, wie allegorischen Puttenfiguren an den Pfeilern zur Cannstatter Straße sowie der Ratssaal mit seinen aufwendigen Stuckaturen und farbigen Glasfenstern in einem Erker. 

## Bilder

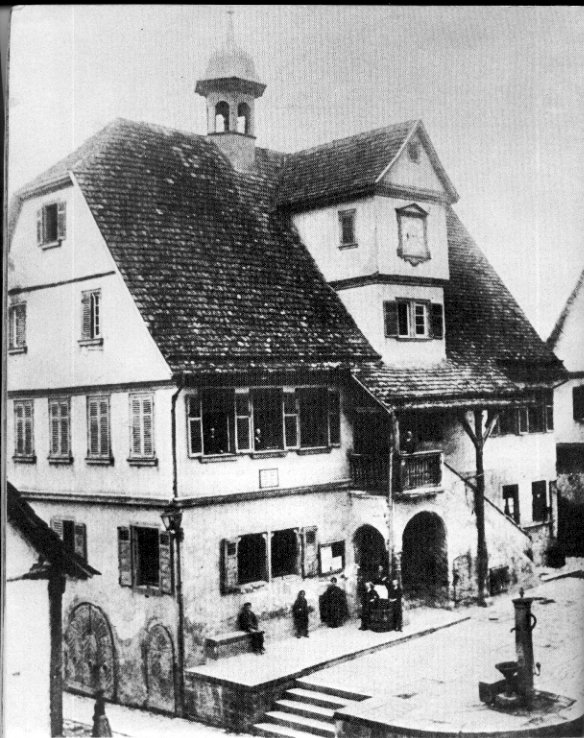
Altes Rathaus vor Umbau
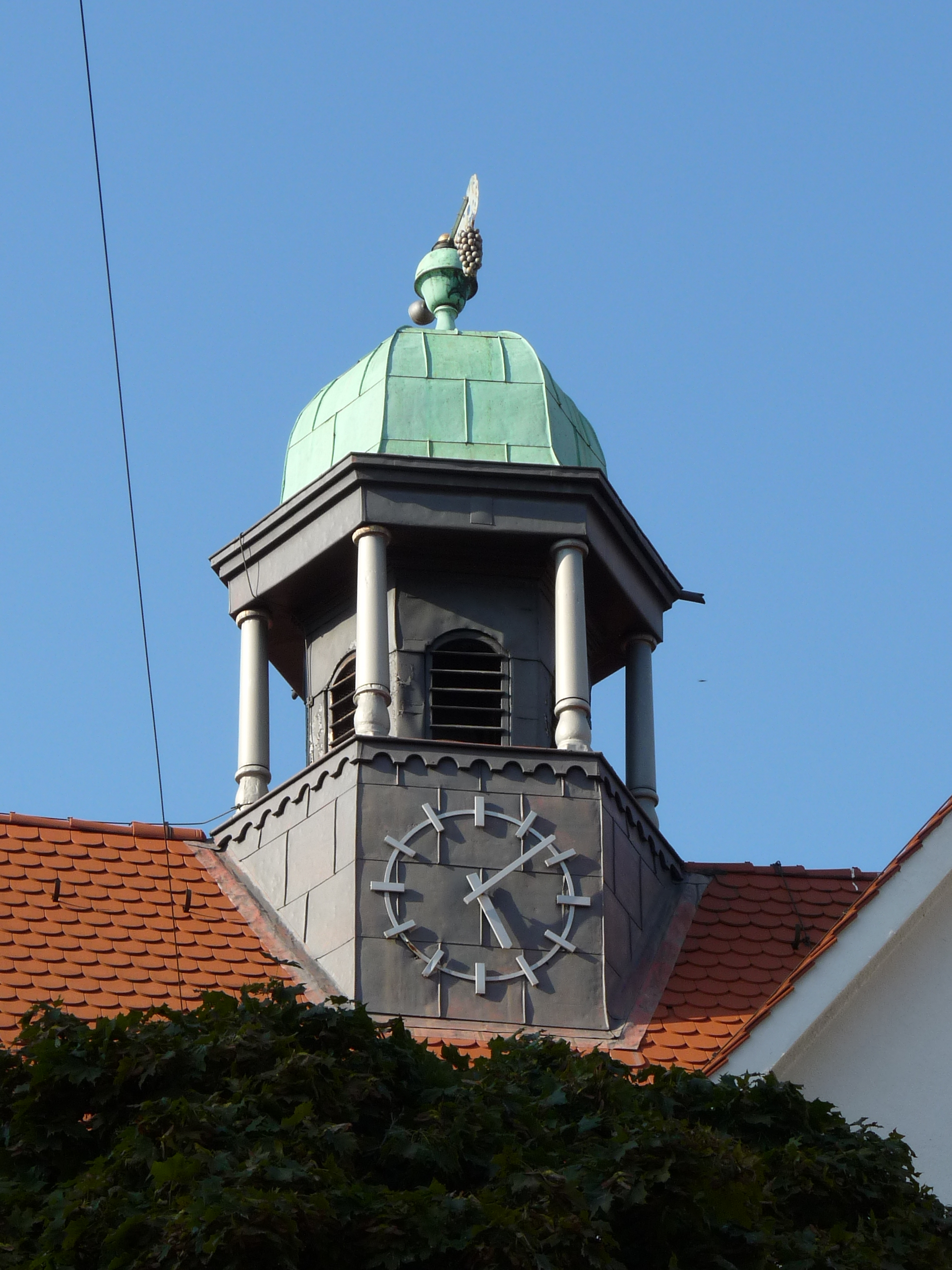
Uhrturm
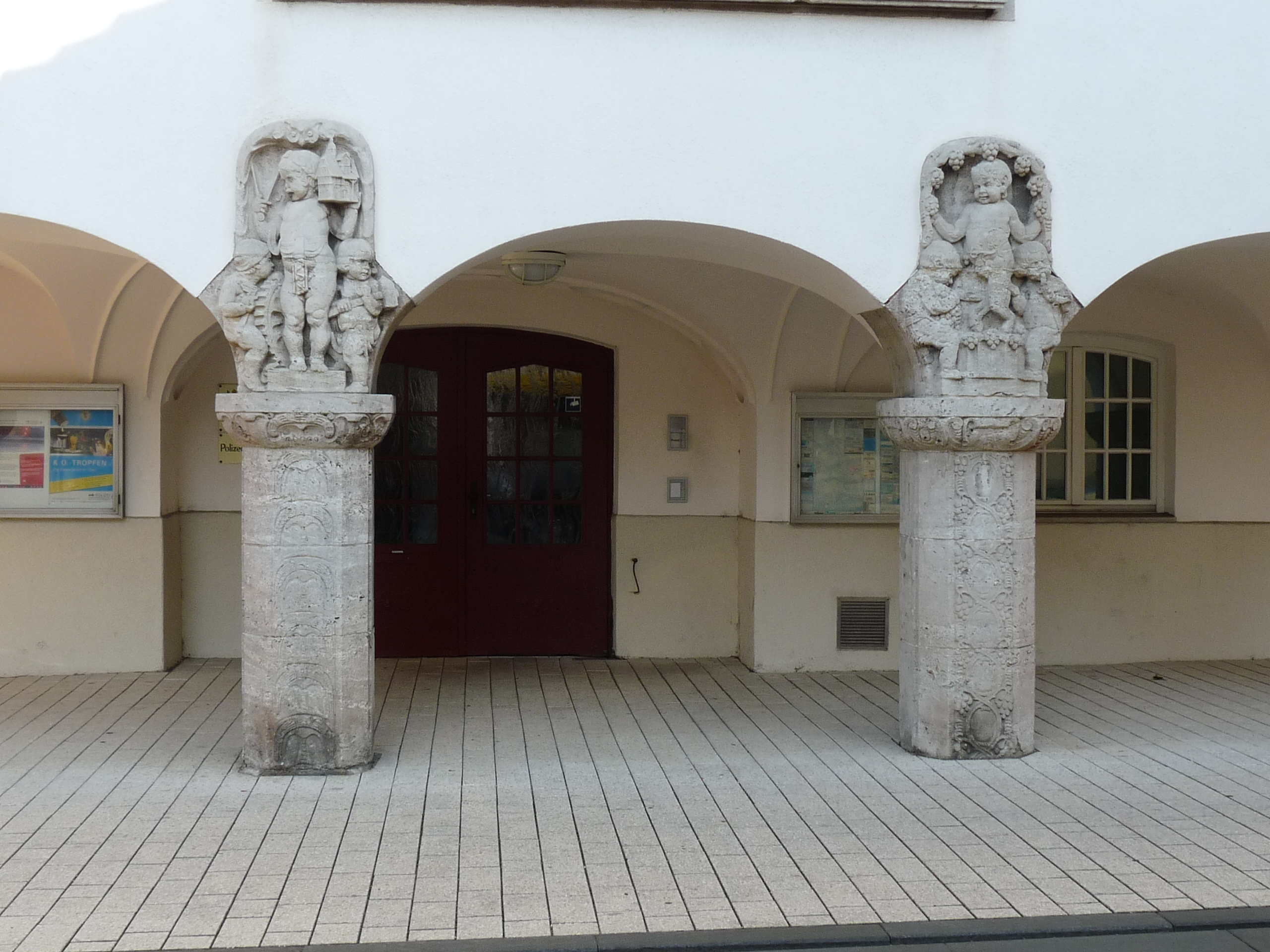
Arkaden mit Verzierungen
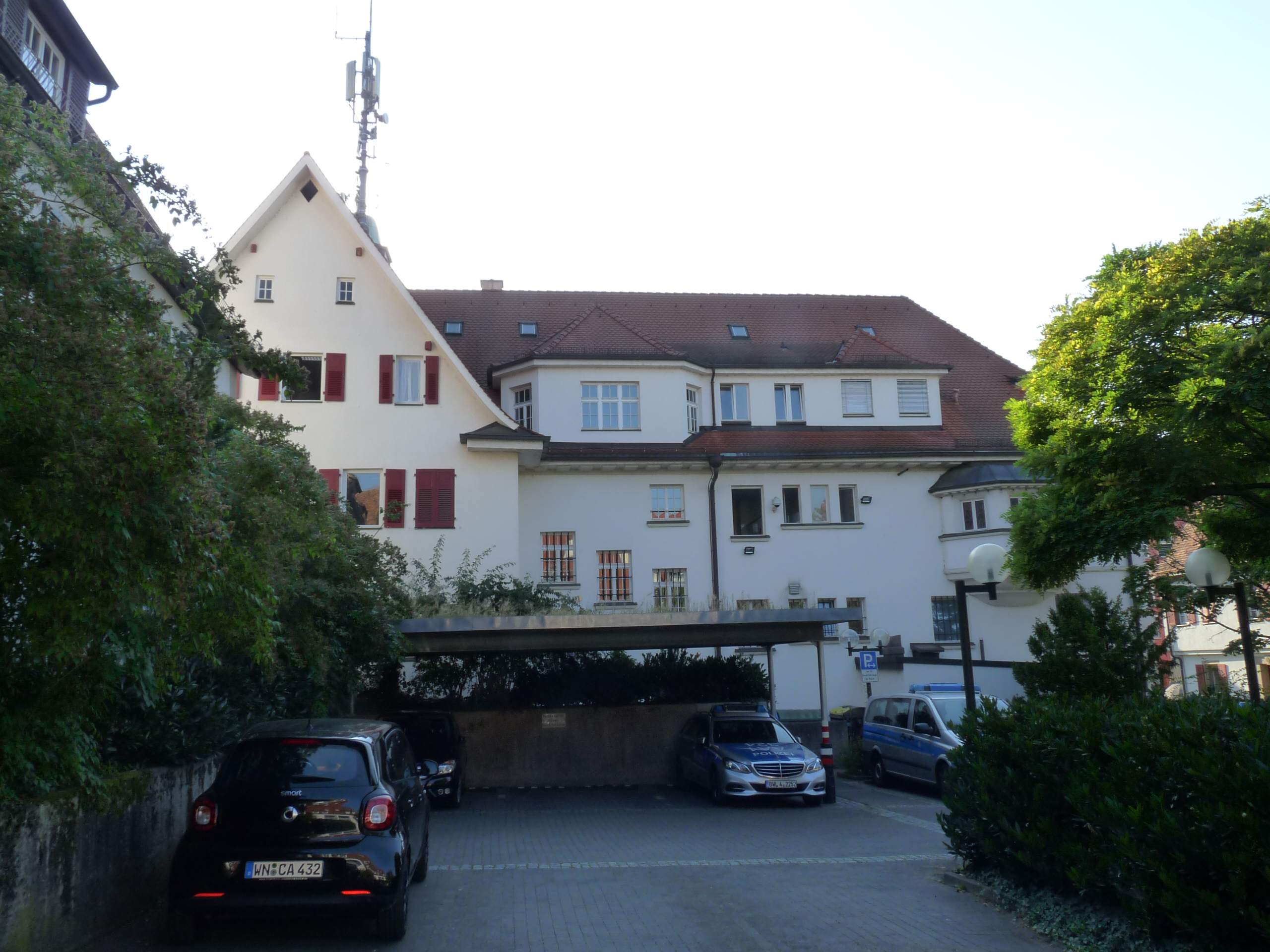
Rückseite